# Melochia grayana
Melochia grayana là một loài thực vật có hoa trong họ Cẩm quỳ. Loài này được A.C. Sm. mô tả khoa học đầu tiên năm 1950.